# Sphagnum nepalense
Sphagnum nepalense är en bladmossart som beskrevs av H. Suzuki in Noguchi in H. Hara 1966. Sphagnum nepalense ingår i släktet vitmossor, och familjen Sphagnaceae. Inga underarter finns listade i Catalogue of Life.